# Iko Freese
Iko Freese (* 13. Februar 1971) ist ein deutscher Fotograf.

## Leben
Er ist in Norddeutschland aufgewachsen und lebt in Berlin. Seine Arbeit hat verschiedene Schwerpunkte, unter dem Namen Iko Freese ist er vornehmlich als Theaterfotograf bekannt. Er ist Inhaber der Bildagentur DRAMA. Agentur für Theaterfotografie.
Stationen seiner Theaterarbeit (Auswahl, chronologisch) sind zunächst die Berliner Sophiensäle und Gruppen der freien Szene wie Nico and The Navigators, Zeitgenössische Oper Berlin oder das theater-konstellationen. Später arbeitet er als Hausfotograf am Berliner Renaissance-Theater und Maxim-Gorki-Theater, dann am Deutschen Theater und zuletzt an der Komischen Oper Berlin. Neben einer Vielzahl an Porträts zahlreiche redaktionelle Arbeiten, u. a. für die Fachzeitschriften Die Deutsche Bühne, Literaturen und Theater Heute sowie den Spiegel und die FAZ. Als Bildredakteur betreut er verschiedene theaterfotografische Archive und berät Verlage, v. a. für Bildungsmedien. Für den Rowohlt-Verlag illustriert er 2001 die Neuausgabe des berühmten Coming-out-Buches „Schwul, na und...“. Iko Freese ist auch für seine konsequente Haltung in urheberrechtlichen Fragen bekannt.
Seine Fotos, u. a. der Zauberflöten-Inszenierung von 1927 productions Ltd. Suzanne Andrade, Paul Barritt und Barrie Kosky, gehören zu den meist publizierten Theaterbildern international.

## Publikationen, Auswahl
- Braun, Joachim und Freese, Iko (2001) Ich will keine Schokolade… - Das Coming-out-Buch für Schwule, Hamburg Rowohlt.
- Braun, Joachim und Freese, Iko (2003) Jungen in der Pubertät – Wie Söhne erwachsen werden, Hamburg Rowohlt.
- Rasch, Birgit, Stegemann, Bernd und Freese, Iko (2006) „Gregor Gysi trifft Zeitgenossen“, Berlin Henschel.
- Koberg, Roland, Reese, Oliver, Thomsen, Henrike, Wilms, Bernd und Freese, Iko (2008) „Deutsches Theater Berlin 2001-2008“ in zwei Bänden, Berlin Henschel.

## Sammlungen, Auswahl
- Archiv Darstellende Kunst der Akademie der Künste Berlin[5]
- Stiftung Stadtmuseum Berlin[6]